# Монтеккьо-Эмилия
Монтеккьо-Эмилия (итал. Montecchio Emilia) —  коммуна в Италии, в провинции Реджо-нель-Эмилия области Эмилия-Романья.
Население составляет 8738 человек (на 2001 г.), плотность населения составляет 364 чел./км². Занимает площадь 24 км². Почтовый индекс — 42027. Телефонный код — 0522.
Покровителем коммуны почитается святой мученик Домнин из Фиденцы. Праздник ежегодно празднуется 28 октября.